# قرية أثنز (نيويورك)
قرية أثنز (بالإنجليزية: Athens (village), New York)‏ هي منطقة سكنية تقع في الولايات المتحدة في مقاطعة غرين، نيويورك. يقدر عدد سكانها بـ 1,668 نسمة ومساحتها 11.9 كم2 وترتفع عن سطح البحر 8 متر.

## التركيبة السكانية
حدّد مكتب تعداد الولايات المتحدة بيانات التركيبة السكانية لقرية أثنز في تعداد الولايات المتحدة. في ما يلي، التركيبة السكانية حسب تعدادي 2000 و2010.

### تعداد عام 2000
بلغ عدد سكان قرية أثنز 1,695 نسمة بحسب تعداد عام 2000، وبلغ عدد الأسر 687 أسرة وعدد العائلات 451 عائلة مقيمة في القرية. في حين سجلت الكثافة السكانية 142.1 نسمة لكل كيلومتر مربع (368.0/ميل2). وبلغ عدد الوحدات السكنية 793 وحدة بمتوسط كثافة قدره 66.5 لكل كيلومتر مربع (172.2/ميل2).
وتوزع التركيب العرقي للقرية بنسبة 95.46% من البيض و1.06% من الأمريكيين الأفارقة و0.24% من الأمريكيين الأصليين و0.71% من الأمريكيين ذوي الأصول الآسيوية و0.12% من سكان جزر المحيط الهادئ و0.94% من الأعراق الأخرى و1.47% من عرقين مختلطين أو أكثر و1% من الهسبانيون أو اللاتينيون من أي عرق.
بلغ عدد الأسر 687 أسرة كانت نسبة 31.9% منها لديها أطفال تحت سن الثامنة عشر تعيش معهم، وبلغت نسبة الأزواج القاطنين مع بعضهم البعض 48.8% من أصل المجموع الكلي للأسر، ونسبة 11.2% من الأسر كان لديها معيلات من الإناث دون وجود شريك، بينما كانت نسبة 5.7% من الأسر لديها معيلون من الذكور دون وجود شريكة وكانت نسبة 34.4% من غير العائلات. تألفت نسبة 29.7% من أصل جميع الأسر من عدة أفراد يعيشون في نفس المنزل ونسبة 17.5% كانت تتألف من شخص يعيش بمفرده يبلغ من العمر 65 عاماً أو أكثر. وبلغ متوسط حجم الأسرة المعيشية 2.44، أما متوسط حجم العائلات فبلغ 3.01.
بلغ العمر الوسطي للسكان 40.6 عاماً. وكانت نسبة 24.1% من القاطنين تحت سن الثامنة عشر، وكانت نسبة 6.2% بين الثامنة عشر والرابعة والعشرين عاماً، ونسبة 27.6% كانت واقعةً في الفئة العمرية ما بين الخامسة والعشرين والرابعة والأربعين عاماً، ونسبة 22.9% كانت ما بين الخامسة والأربعين والرابعة والستين، ونسبة 17.8% كانت ضمن فئة الخامسة والستين عاماً فما فوق. يوجد لكل 100 أنثى 88.2 ذكر، ويوجد لكل 100 أنثى في الثامنة عشر من عمرها فما فوق 85.6 ذكر.
بلغ متوسط دخل الأسرة في القرية 36,927 دولارًا، أما متوسط دخل العائلة فبلغ 43,636 دولارًا. وكان متوسط دخل الذكور 34,125 دولارًا مقابل 22,400 دولارًا للإناث. وسجل دخل الفرد الخاص بالقرية 21,282 دولارًا. وكانت نسبة 9.2% من العائلات ونسبة 10.8% من السكان تحت خط الفقر، وكان من هؤلاء نسبة 12.2% تحت سن الثامنة عشر ونسبة 11.7% في الخامسة والستين من العمر وما فوق.

### تعداد عام 2010
بلغ عدد سكان قرية أثنز 1,668 نسمة بحسب تعداد عام 2010، وبلغ عدد الأسر 734 أسرة وعدد العائلات 436 عائلة مقيمة في القرية. في حين سجلت الكثافة السكانية 139.8 نسمة لكل كيلومتر مربع (362.1/ميل2). وبلغ عدد الوحدات السكنية 885 وحدة بمتوسط كثافة قدره 74.2 لكل كيلومتر مربع (192.2/ميل2).
وتوزع التركيب العرقي للقرية بنسبة 95.92% من البيض و1.92% من الأمريكيين الأفارقة و0.42% من الأمريكيين ذوي الأصول الآسيوية و0.42% من الأعراق الأخرى و1.32% من عرقين مختلطين أو أكثر و3.96% من الهسبانيون أو اللاتينيون من أي عرق.
بلغ عدد الأسر 734 أسرة كانت نسبة 26.2% منها لديها أطفال تحت سن الثامنة عشر تعيش معهم، وبلغت نسبة الأزواج القاطنين مع بعضهم البعض 43.5% من أصل المجموع الكلي للأسر، ونسبة 11% من الأسر كان لديها معيلات من الإناث دون وجود شريك، بينما كانت نسبة 4.9% من الأسر لديها معيلون من الذكور دون وجود شريكة وكانت نسبة 40.6% من غير العائلات. تألفت نسبة 32.6% من أصل جميع الأسر من عدة أفراد يعيشون في نفس المنزل ونسبة 16.9% كانت تتألف من شخص يعيش بمفرده يبلغ من العمر 65 عاماً أو أكثر. وبلغ متوسط حجم الأسرة المعيشية 2.26، أما متوسط حجم العائلات فبلغ 2.86.
بلغ العمر الوسطي للسكان 45.3 عاماً. وكانت نسبة 20.2% من القاطنين تحت سن الثامنة عشر، وكانت نسبة 7.6% بين الثامنة عشر والرابعة والعشرين عاماً، ونسبة 21.6% كانت واقعةً في الفئة العمرية ما بين الخامسة والعشرين والرابعة والأربعين عاماً، ونسبة 32.5% كانت ما بين الخامسة والأربعين والرابعة والستين، ونسبة 18.1% كانت ضمن فئة الخامسة والستين عاماً فما فوق. وتوزع التركيب الجنسي للسكان بنسبة 47.9% ذكور و52.1% إناث.